# Зальм (Німеччина)
Зальм (нім. Salm) — громада в Німеччині, розташована в землі Рейнланд-Пфальц. Входить до складу району Вульканайфель. Складова частина об'єднання громад Герольштайн.
Площа — 9,09 км2. Населення становить 320 ос. (станом на 31 грудня 2020).